# Eterno (álbum de Samo)
Eterno es el nombre del segundo álbum de estudio del cantante mexicano Samo. Fue lanzado al mercado por Sony Music Latin el 4 de mayo de 2017. Este nuevo álbum fue producido por Alejandra Alberti, Edgar Barrera y Rafa Vergara.

## Personal
- Alejandra Alberti - Producción y arreglos
- Edgar Barrera - Producción, composición y arreglos
- Rafa Vergara - Producción
- Mariano Castrejón - Composición e ingeniería
- Andrés Castro - Composición
- Fab Dupont - Ingeniería de sonido, mezcla y arreglos
- Joel Isaksson - Mezcla, arreglos y sintetización
- Carlos Rosas - Ingeniería de sonido
- Andras Matsson - Ingeniería de sonido, mezcla y arreglos musicales
- Oskar Nyman - Mezcla
- Marissa Soto y Eric Palmquist - Masterización
- Gabriel Castañon - Mezcla

## Lista de canciones
| Eterno |                   |                                                                                       |          |  |
| N.º    | Título            | Escritor(es)                                                                          | Duración |  |
| 1.     | «Sobrenatural»    | Santiago Hernández, Samo y Rafa Vergara                                               | 3:40     |  |
| 2.     | «Blanco o negro»  | Santiago Hernández, Samo y Rafa Vergara                                               | 3:21     |  |
| 3.     | «Cara o cruz»     | Edgar Barrera, Guianko Gómez, Samo y Marissa Soto                                     | 3:34     |  |
| 4.     | «Te Juro»         | Fab Dupont, Carlos Rosas y Samo                                                       | 3:00     |  |
| 5.     | «Te Necesito»     | Alejandra Alberti, Joel Isaksson, Andreas Mattson, Oskar Nyman, Eric Palmquist y Samo | 3:29     |  |
| 6.     | «Vete Ya»         | Carlos Rosas y Samo                                                                   | 2:57     |  |
| 7.     | «Me quedaría»     | Mariano Castrejón y Samo                                                              | 3:39     |  |
| 8.     | «Por Ti»          | Edgar Barrera, Guianko Gómez, Samo y Marissa Soto                                     | 3:04     |  |
| 9.     | «Creer en mí»     | Edgar Barrera, Andrés Castro y Samo                                                   | 3:33     |  |
| 10.    | «Eterno»          | Samo y Rafa Vergara                                                                   | 3:36     |  |
| 11.    | «Nada me detiene» | Many y Samo                                                                           | 4:04     |  |
| 37:57  |                   |                                                                                       |          |  |